# M3U
M3U (MPEG Versión 3.0 URL) es un formato de archivo que almacena listas de reproducción de medios. En un principio la posibilidad de crear y abrir los M3U solo era soportada por Winamp, pero actualmente el formato es soportado por múltiples reproductores, tales como: AIMP, foobar2000, Mediamonkey, iTunes, JuK, VLC, Windows Media Player, y XMMS, entre otros. 

## Formato
Un archivo M3U es un archivo de texto simple que especifica las ubicaciones de uno o más archivos multimedia.  El texto del archivo puede utilizar caracteres Unicode pero en ese caso debe codificarse en UTF-8 y usar la extensión de archivo "M3U8" o "m3u8".
Cada entrada del archivo M3U indica la ruta de un archivo multimedia y debe tener un formato que indique la ubicación de cada archivo en ese ordenador o en Internet:
- Una ruta local absoluta, por ejemplo: C:\My Music\Heavysets.mp3
- Una ruta local relativa, por ejemplo: Heavysets.mp3
- Una URL.

En el archivo M3U también se puede usar comentarios que son precedidos usando el carácter "#". En M3U extendido, se incluyen comentarios precedidos por "#EXTINF:" (también llamados directivas M3U) con los que se puede añadir metadatos, para incluir la información relativa al archivo multimedia siguiente de la lista.

## Ejemplo
Aquí se muestra un ejemplo de archivo M3U. Muestra.mp3 y Ejemplo.ogg son los archivos de audio. 123 y 321 son las duraciones en segundos. Se utiliza una longitud de -1 para indicar que el archivo es de streaming, por lo que es imposible determinar su duración. El valor siguiente de la duración es el título que será mostrado, que normalmente es similar a la ruta del archivo que se coloca en la línea siguiente.
```
#EXTM3U

 
#EXTINF
:
123
,Título de Muestra

C:\Documents and Settings\usuario\Mi Música\Muestra.mp3

 
#EXTINF
:
321
,Título de Ejemplo

C:\Documents and Settings\usuario\Mi Música\Grandes éxitos\Ejemplo.ogg

 
#EXTINF
:
-1
,Stream de Ejemplo

http:
/
/
192.168.1.129:9000/disk/video/O0$3$27I166/Stream de Ejemplo.mp4
```